# Schizothorax curvilabiatus
Schizothorax curvilabiatus és una espècie de peix cipriniforme de la família dels ciprínids.

## Morfologia
Els mascles poden assolir els 27,7 cm de longitud total.

## Distribució geogràfica
Es troba al riu Zangbo (Xina).